# 元亮 (江阳王)
元亮（515年—6世纪），字休明，北魏江阳王世子元乂嫡子，母冯翊郡君胡玄辉。因其父有宠，受封为平原郡开国公，食邑一千户。后来元乂被赐死，元亮袭祖父元继爵江阳王。北齐建立后，元亮与其他宗室一样降爵为公。
元亮在十一岁之前已娶妻范阳卢氏，系驸马都尉、太尉司马卢元聿之女。